# Pieve di Cadore
Pieve di Cadore, ladin nyelven Pièe, város Észak-Olaszországban, Belluno megyében, Veneto tartományban, a Cadore-völgyben, a Dolomitok keleti peremén, a Piave folyó jobb (nyugati) partján, a Boite folyó betorkollásánál, 878 m tengerszint feletti magasságban. A 14. századtól 1797-ig a Velencei Köztársaságon belül alakult, autonóm Magnifica Communità di Cadore városszövetség vezetője. Itt született Tiziano Vecellio reneszánsz festőművész, szülőháza ma múzeum.

## Fekvése
Pieve di Cadore két folyó találkozásánál fekszik. Az Ampezzói-Dolomitokban eredő Boite itt torkollik bele a Karni-Alpokban eredő Piave folyóba. A város mellett völgyzárógát épült, itt fekszik a mesterségesen felduzzasztott Cadore-tó (Lago di Centro Cadore). Ebbe torkollik az Oten-patak (torrente Oten) is, Calalzo di Cadore mellett.
A város körül több hegycsoport találkozik. A Piave nyugati (venetói) partján a várost észak felől a Marmarole hegycsoport, nyugat felől a hatalmas Antelao előhegyei veszik körül. Délen, a Boite völgyének jobb partján a Bosconero hegycsoport emelkedik. Ezek mind a klasszikus, földrajzi értelemben vett Dolomitokhoz tartoznak. A Piave keleti, friuli partján a Friuli-Dolomitok hegyei húzódnak, ezek is kőzettanilag hasonló fődolomit-kőzetből állnak.
Közigazgatásilag Pieve városhoz tartoznak a környező részközségek: Nebbiù, Pozzale, Sottocastello és Tai di Cadore. A város területével szomszédos községek: Calalzo di Cadore, Domegge di Cadore, Perarolo di Cadore, Valle di Cadore és Vodo di Cadore (valamennyi Belluno megyéhez tartozik), továbbá délkeleten, a Piave bal partján Cimolais község (Pordenone megye, Friuli-Venezia Giulia régió).

## Történelme
A Boite és a Piave folyók találkozásánál már a történelem előtti időkben léteztek emberi lakóhelyek. Az i. e. 1. évezredben venétek Làgole nevű települése feküdt itt, ezt a rómaiak az i. e. 2. évszázadban elfoglalták. A 12.–13. században a Da Camino család megerősített katonai tábora volt, az itt felépített vár azóta már elpusztult. 1338-ban Pieve összefogott kilenc másik Cadore-völgyi településsel, és védelmi szövetséget alapítottak Magnifica Communità di Cadore néven. 1347-ben a szövetséget Aquileia pátriárkája is elismerte. 1420-ban a Velencei Köztársaság protektorátusává váltak, és egészen 1797-ig, a Köztársaság megszűnéséig Velence uralma alatt maradtak. A főleg ladinok lakta Cadore-völgy szövetsége azonban meg tudta őrizni magas szintű autonómiáját a Köztársaságon belül.     
1797-ben a francia forradalmi háború során Bonaparte tábornok megdöntötte a Velencei Köztársaságot, területét a Campo Formió-i békeszerződésben átadta Ausztriának. 1805-ben a pozsonyi béke szerződés értelmében francia kormányzás alá került. Napóleon 1808-ban külügyminiszterét, Jean-Baptiste Nompère de Champagny-t Cadore hercegévé nevezte ki. 1814-ben Veneto tartományt a bécsi kongresszus ismét a Habsburgoknak juttatta, 1866-ban a bécsi békeszerződés értelmében Olaszország kapta meg, a porosz–osztrák háborúban elszenvedett katonai veresége ellenére.
A Velencei Köztársaság idején Pieve di Cadore volt a Cadore-vidék legfontosabb települése, főhelye. Jelentősége a napóleoni háborúktól kezdve csökkent. 1806-ban az Itáliai Királyság közigazgatásának szervezésekor a franciák létrehozták Piave megyét (Dipartimento del Piave), ennek székhelyét már Bellunóba helyezték. Ez a helyzet a későbbi hatalomváltások során sem változott, Pieve di Cadore egyszerű községi (comune) rangú várossá vált.
Az első világháború során végrehajtott caporettói áttörés során Krobatin cs.és kir. vezérezredes 10. hadserege, Karintiábólból kiindulva áttört az alpesi hágókon, és 1917. október 31-én Tolmezzónál elérte a Tagliamento felső folyását. Csapatai november 8-án a Piavéhoz értek, elfoglalták Pieve di Cadorét, majd 9-én Longaronét is. Két bekerített olasz hadosztály esett fogságba. A siker nyomán Krobatint tábornaggyá léptették elő. Az osztrák–magyar csapatok csak a háború végnapjaiban, 1918 október végén, a harmadik piavei csata nyomán vonultak vissza.
Az első világháború után, 1921-től az olaszok meghosszabbították a Dolomit-vasutat (Dolomitenbahn / Ferrovia delle Dolomiti), amelyet az osztrákok eredetileg katonai célból, Toblachtól Cortina d’Ampezzóig építettek ki. A Cortinától Calalzóig meghosszabbított nyomvonal Pieve di Cadorét is érintette. A Dolomit-vasútvonalat 1962-ben felszámolták, a régi pievei vasútállomás épülete (Stazione di Sottocastello) még látható.
A második világháború után Cadore központi települése nyaralóhellyé és télisport-központtá fejlődött. Kulturális vonzerejét főleg a Tiziano szülővárosaként őrzi, annak ellenére, hogy a város csupán egyetlen eredeti Tiziano-festményt őriz.
A városban található a Buffa di Perrero laktanya (caserma), itt a „Cadore” hegyivadász dandár (Brigata alpina „Cadore”) egységei állomásoznak.

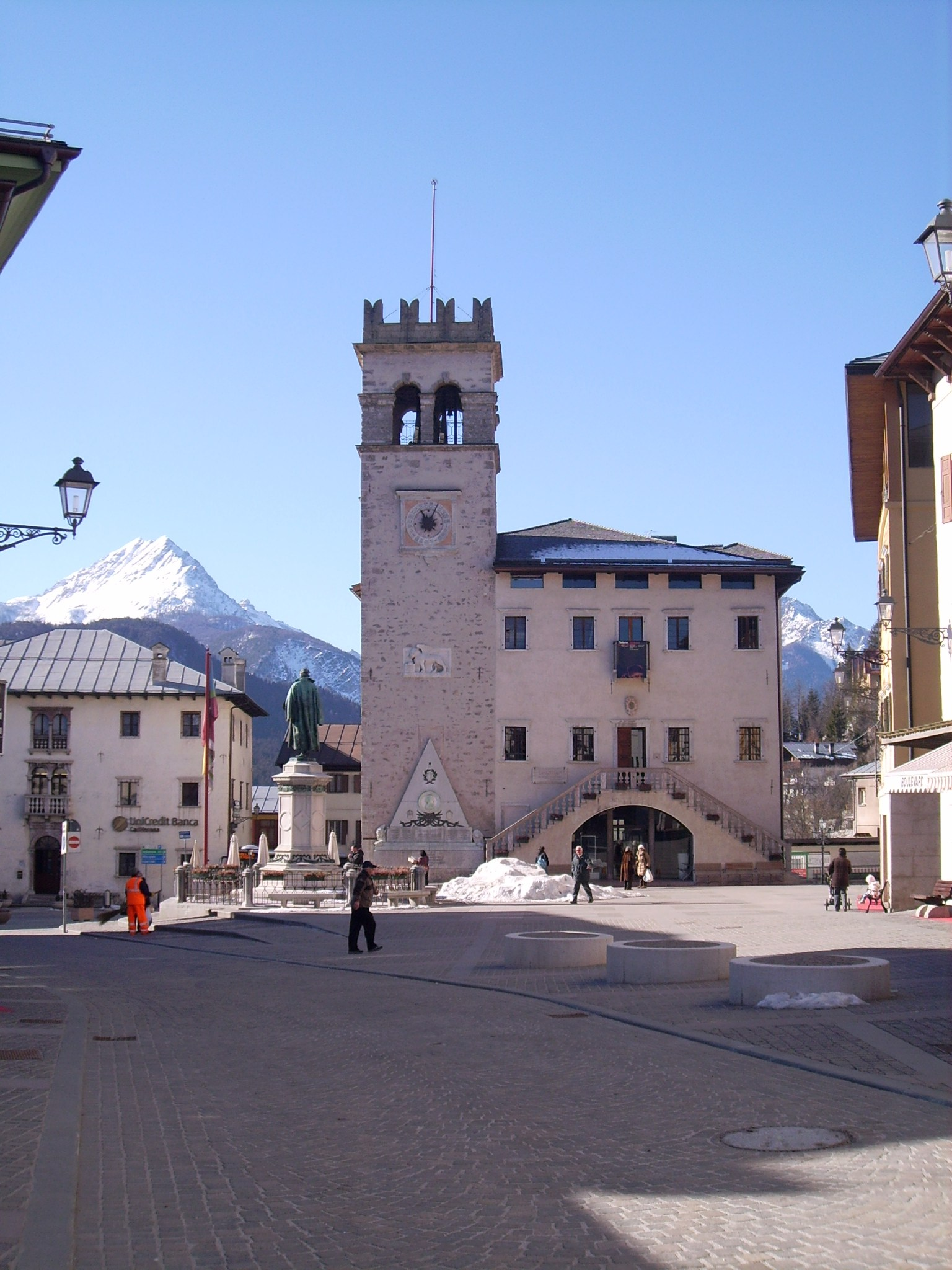
A főtér a városházával és Tiziano szobrával
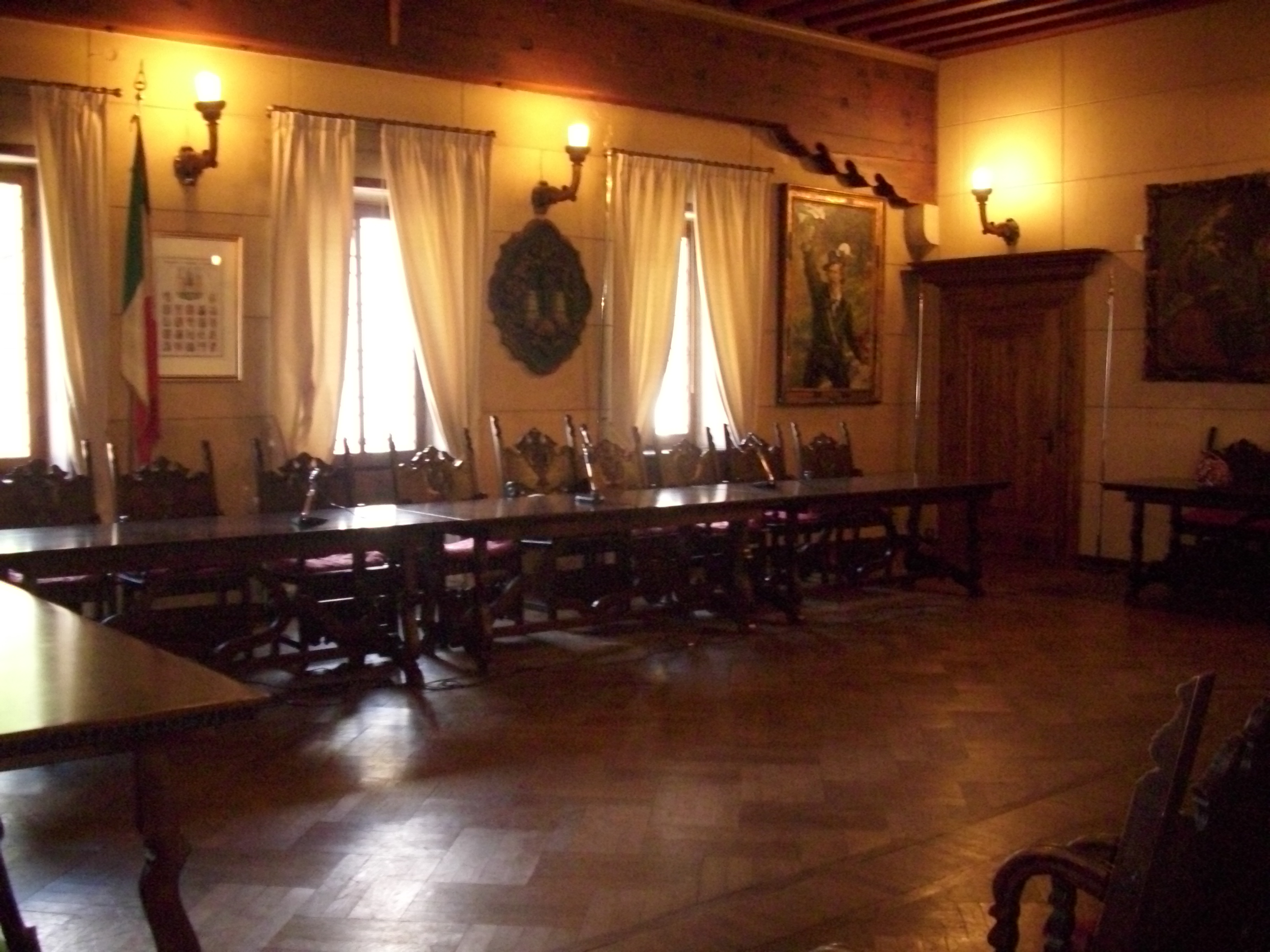
A városháza tanácsterme
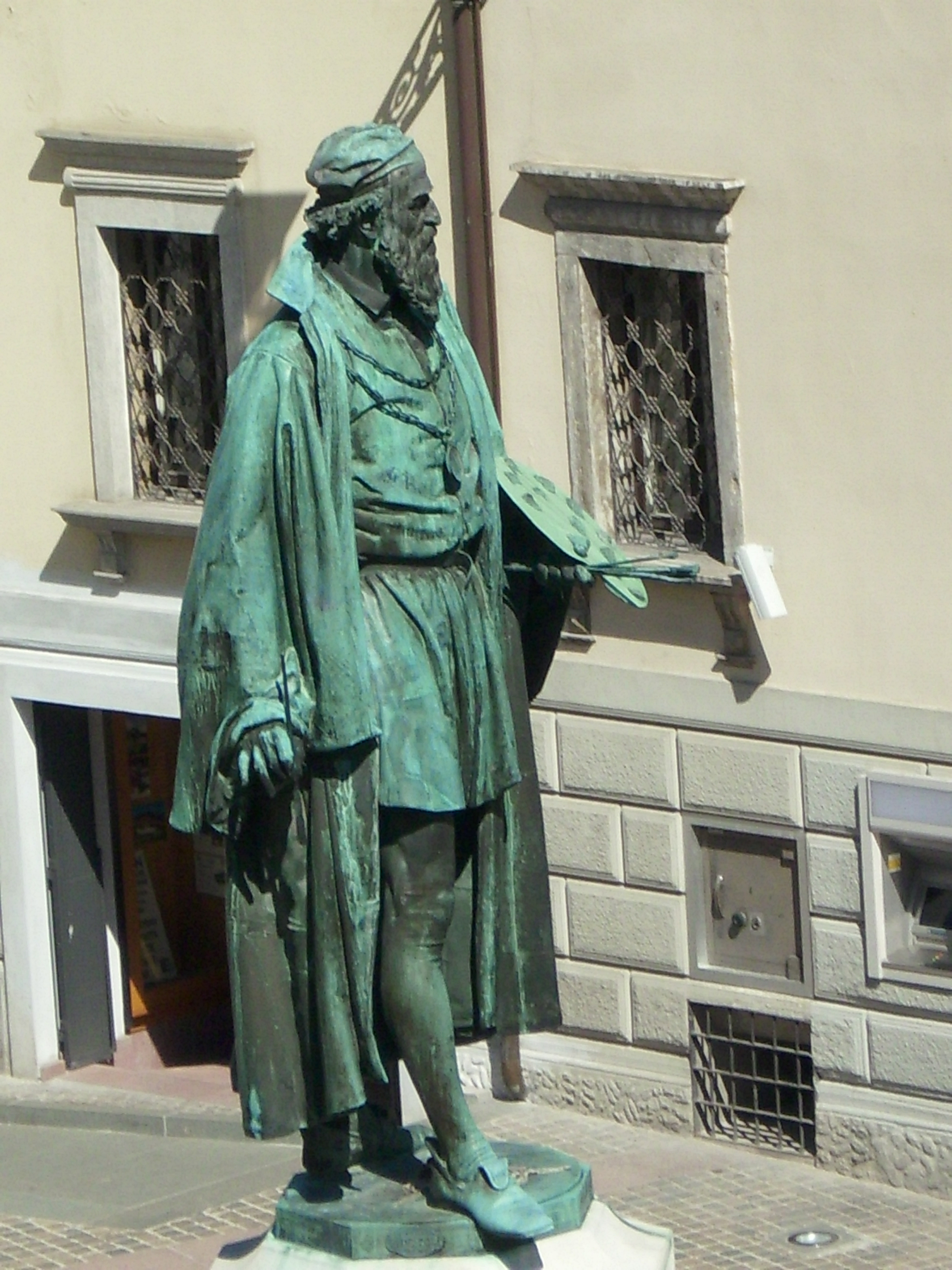
Tiziano szobra a főtéren
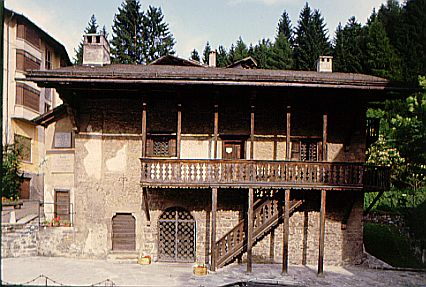
Tiziano szülőháza (múzeum)
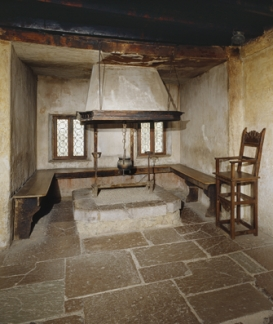
A Tiziano-ház konyhája

## Látnivalók
- A város főterén (Piazza Tiziano) áll a város leghíresebb szülöttének, Tiziano Vecelliónak egész alakos bronzszobra.
- A főtérre néz a 16. századi városháza (Palazzo Comunale), amelyet a Magnifica Communità di Cadore idejében építettek, reneszánsz stílusban, egy korábbi városháza alapjaira. Tiziano rokonainak, Marco és Cesare Vecelliónak és más 16–17. századi festőknek képeit őrzik itt. A főtéren, a városházával szemben a régészeti múzeum (Museo archeologico della magnifica Comunità di Cadore) látogatható, itt az egykori Làgole venét településen feltárt leletek láthatók, az i. e. 5. századból.
- A városban Tizianónak egyetlen festménye található. A Santa Maria Nascente plébániatemplomban őrzik Tiziano kései művét, amely a Madonnát ábrázolja gyermekével, Szent Tizianótól, Oderzo püspökétől és Szent András vértanútól közrefogva. A kép egyik mellékszereplőjét, egy vándorbotot tartó pásztorembert, Tiziano önarcképének tartják. A templomban a Vecellio-család más tagjainak művei is láthatók, köztük Cesare Vecellio Utolsó vacsora c. oltárképe. Egyes kutatók[2] elmélete szerint a képen látható Krisztus- és Szent Péter-portrékat maga Tiziano festette volna. A templomban láthatók még német hatást mutató, késő gótikus berendezési tárgyak, egy szárnyas oltár az 1450-es évekből (a brixeni Hans Klocher munkája), továbbá egy 1470-es évekből való pietà-szobor, amelyet a bécsújhelyi Ägidius Gutensteinnek tulajdonítanak.
- Tiziano szülőháza egy 15. században épült egyemeletes kőház, amelynek külsejét későbbi betoldások és a 19. században ráépített külső falépcsők erősen megváltoztattak. A helyi hagyomány és közmegegyezés ezt tartja Tiziano Vecellio szülőházának, bár nincsenek minden kétséget kizáró bizonyítékok. A házban Tiziano emlékmúzeuma működik.
- Pieve di Cadore különlegessége a helyi szemüvegmúzeum (Museo dell’occhiale), amely bemutatja a szemüvegkészítés történetét a középkortól a modern időkig. A múzeum 1990-ben nyílt meg, 2007-ben a modern Centro Cosmo épületbe költöztették, Tiziano szülőházának közelében. Megnyitásának magyarázata, hogy Pieve di Cadorében a hagyományos szemüveg-készítő ipar két évszázados múltra tekinthet vissza.

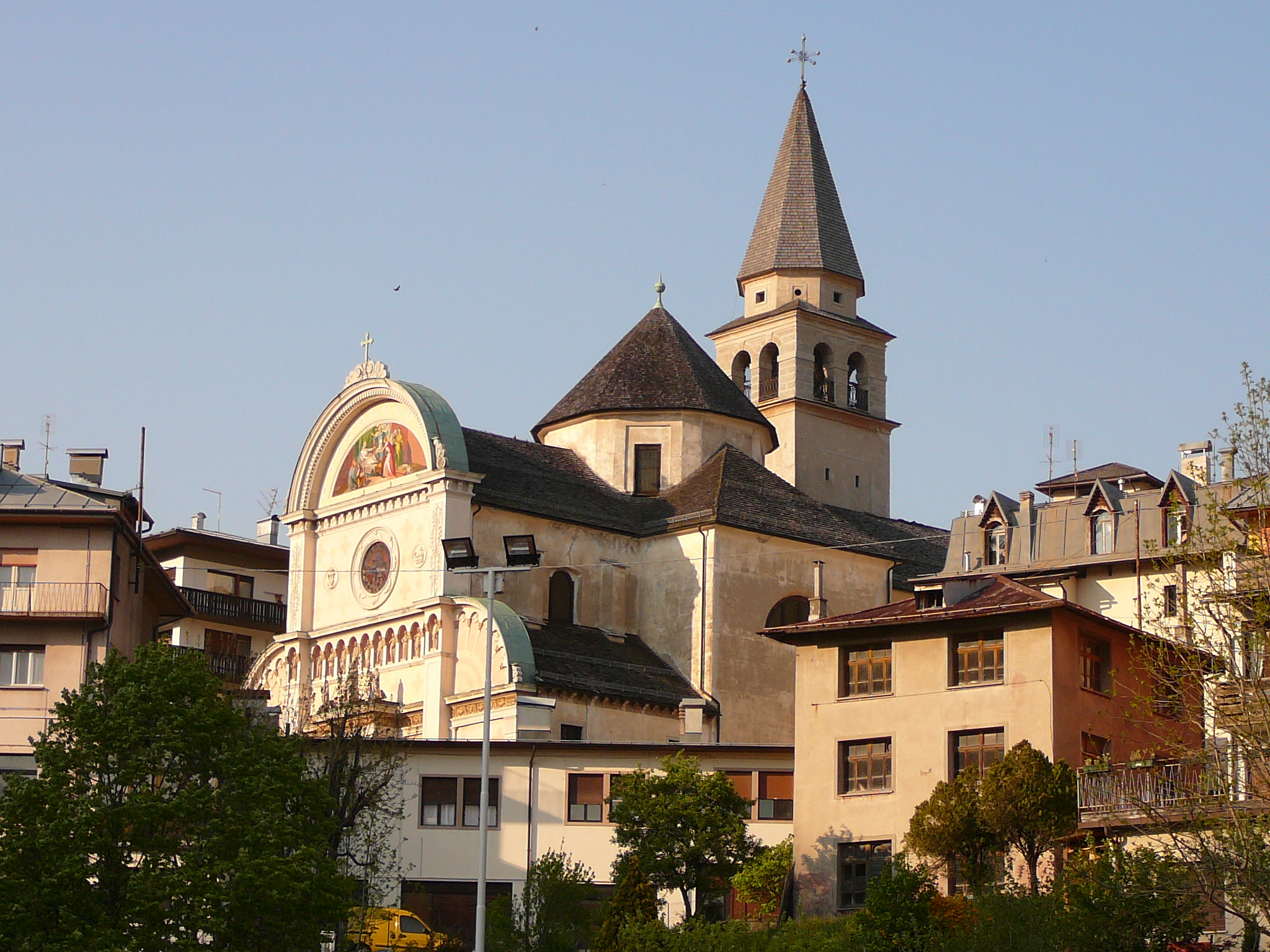
A Santa Maria Nascente plébániatemplom
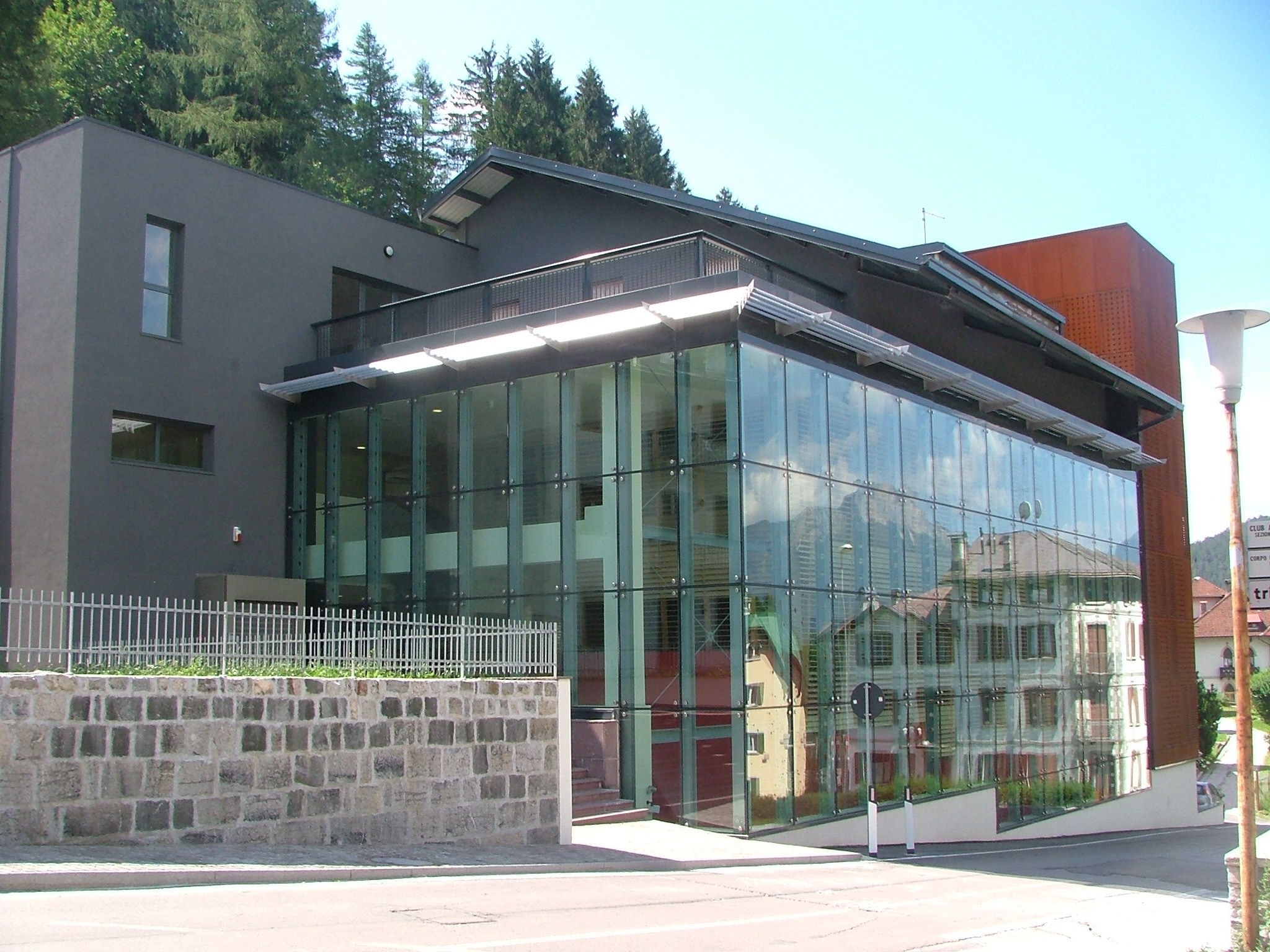
Szemüvegmúzeum, Centro Cosmo
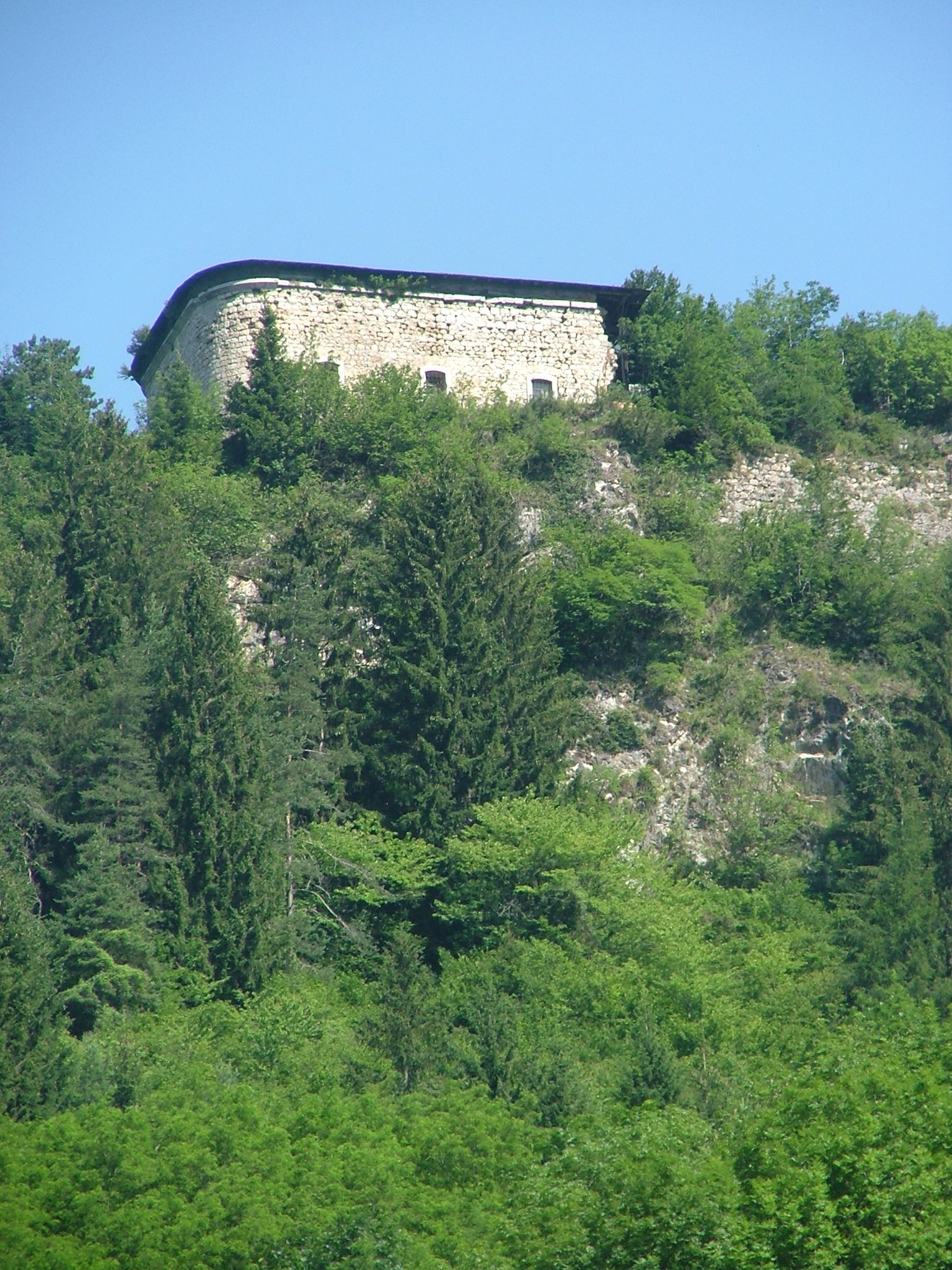
Erőd a Monte Rico-hegy tetején
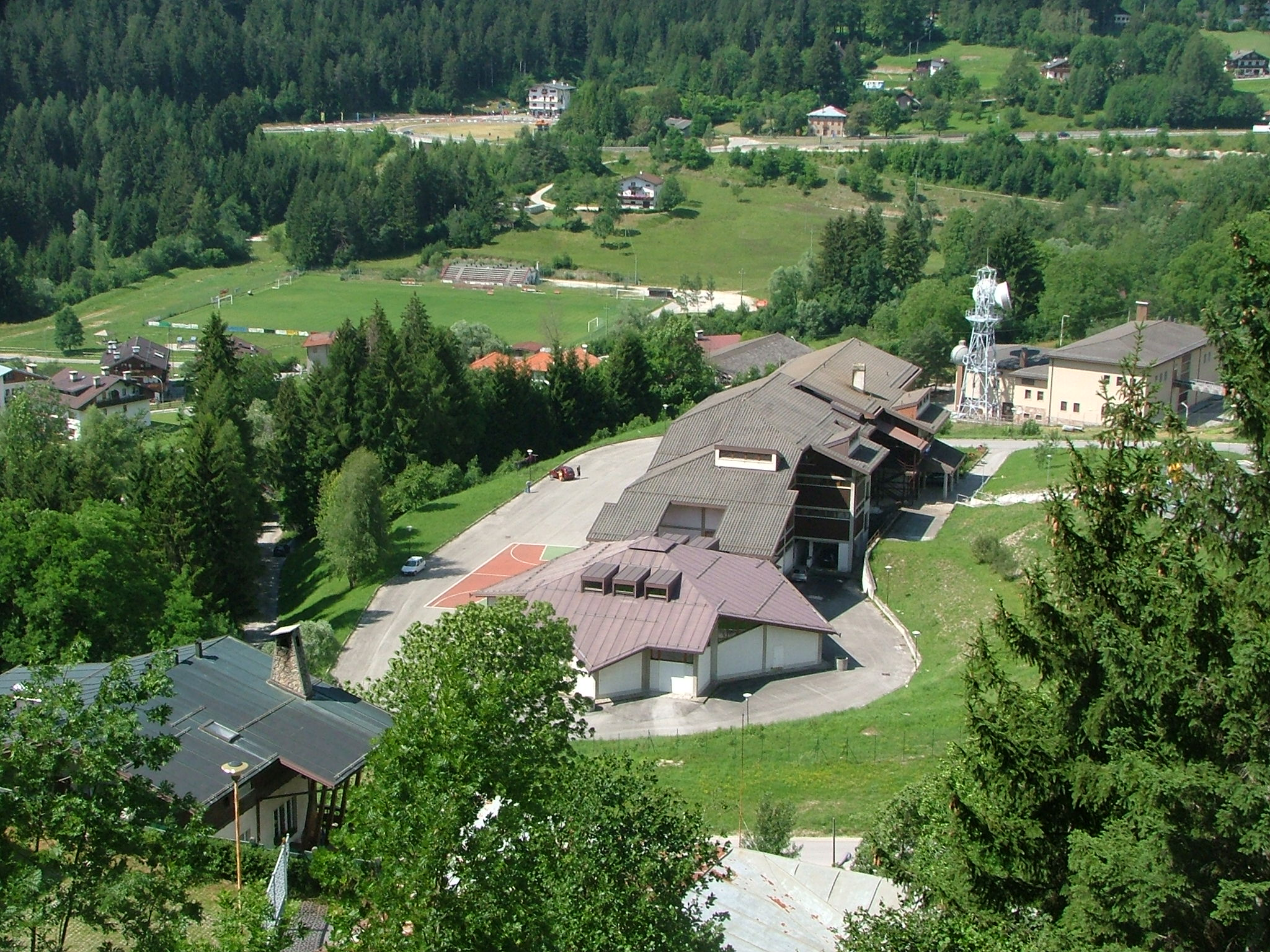
Az Enrico Fermi tudományos főiskola
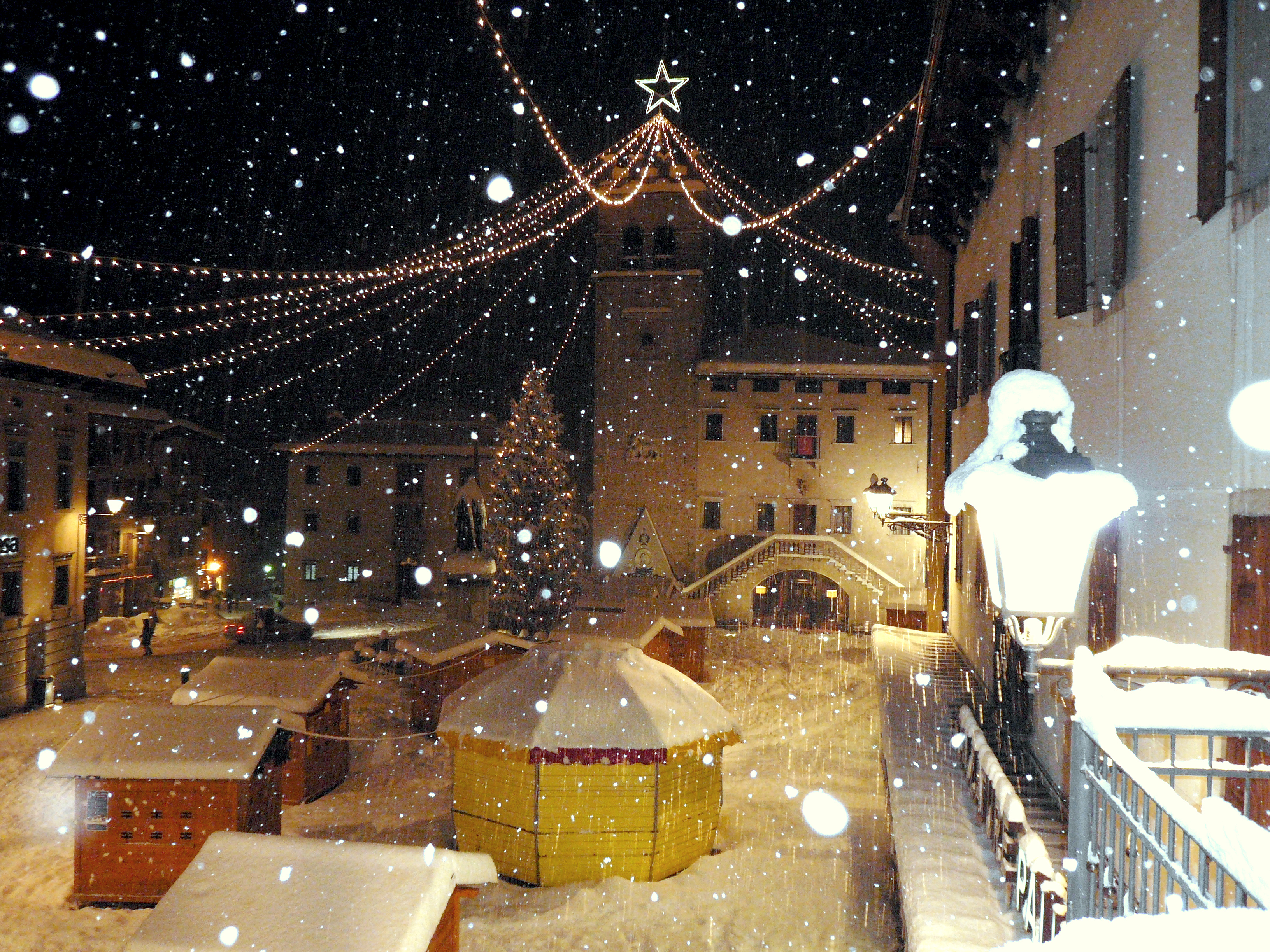
A Tiziano-tér karácsonyi díszben